# Подарю тебе город
«Подарю тебе город» (узб. Toʻylar muborak/Тўйлар муборак) — советский художественный фильм режиссёра Эдуарда Хачатурова. Фильм создан на киностудии «Узбекфильм» в 1978 году. Считается одним из самых лучших узбекских фильмов.

## Сюжет
В фильме рассказывается о молодом мужчине, который в течение целого дня никак не может попасть на собственную свадьбу и становится участником многих событий, происходящих в день его свадьбы в городе Ташкент.
В 2015 году снято продолжение фильма «Подарю тебе город». Во второй части играют уже другие актёры.